# Google Bookmarks
Google Bookmarks – usługa oferowana przez Google umożliwiająca przechowywanie odnośników do ulubionych stron WWW oraz ich kategoryzację. Serwis umożliwia przeszukiwanie zapisanych zakładek, etykiet oraz notek.
Serwis różni się od serwisu del.icio.us tym, że zakładki nie są udostępniane innym internautom.